# Нагорне (Митищинський міський округ)
Наго́рне (рос. Нагорное) — селище у складі Митищинського міського округу Московської області, Росія.

## Населення
Населення — 250 осіб (2010; 260 у 2002).
Національний склад (станом на 2002 рік):
- росіяни — 95 %

## Пам'ятки архітектури
У селищі знаходиться пам'ятка архітектури місцевого значення — парк «Садиба Нехлюдово», яка датується другою половиною 18 — 19 століть.